# Andrenidae
Zandbijen (Andrenidae) zijn een familie vliesvleugeligen (Hymenoptera). De familie bestaat uit ongeveer 2880 soorten.

## Taxonomie
De familie kent de volgende onderverdeling:
- Onderfamilie Andreninae
  - Geslacht Alocandrena
  - Geslacht Ancylandrena
  - Geslacht Andrena (Zandbijen)
  - Geslacht Euherbstia
  - Geslacht Megandrena
  - Geslacht Orphana

- Onderfamilie Oxaeinae
  - Geslacht Mesoxaea
  - Geslacht Notoxaea
  - Geslacht Oxaea
  - Geslacht Protoxaea

- Onderfamilie Andreninae
  - Geslacht Acamptopoeum
  - Geslacht Anthemurgus
  - Geslacht Anthrenoides
  - Geslacht Arhysosage
  - Geslacht Austropanurgus
  - Geslacht Avpanurgus
  - Geslacht Borgatomelissa
  - Geslacht Calliopsis
  - Geslacht Callonychium
  - Geslacht Camptopoeum
  - Geslacht Chaeturginus
  - Geslacht Clavipanurgus
  - Geslacht Flavipanurgus
  - Geslacht Flavomeliturgula
  - Geslacht Gasparinahla
  - Geslacht Liphanthus
  - Geslacht Litocalliopsis
  - Geslacht Macrotera
  - Geslacht Melitturga
  - Geslacht Meliturgula
  - Geslacht Mermiglossa
  - Geslacht Neffapis
  - Geslacht Nolanomelissa
  - Geslacht Panurginus
  - Geslacht Panurgus (Roetbijen)
  - Geslacht Parapsaenythia
  - Geslacht Parasarus
  - Geslacht Perdita
  - Geslacht Plesiopanurgus
  - Geslacht Protandrena
  - Geslacht Protomeliturga
  - Geslacht Psaenythia
  - Geslacht Pseudopanurgus
  - Geslacht Pseudosarus
  - Geslacht Rhophitulus
  - Geslacht Simpanurgus
  - Geslacht Spinoliella
- Onderfamilie Panurginae